# Ploha (geometrija)
Ploha (eng. i fr. surface, njem. Fläche) je omeđeni ili neomeđeni skup točaka prostora čije su koordinate funkcije dvaju parametara, pri čemu su funkcije derivirane do nekoga reda. Topološki, ploha je mnogostrukost dimenzije dva.
Ploha može biti ravnina, sfera, mnogokut, geometrijski lik (pr. krug, plašt valjka, ploha kocke) i dr. Primjer omeđene plohe je sfera, a neomeđene ravnina, dok je plašt valjka primjer plohe s granicom (rubom).
Möbiusova vrpca primjer je jednostrane plohe.